# Franciszek Górczak

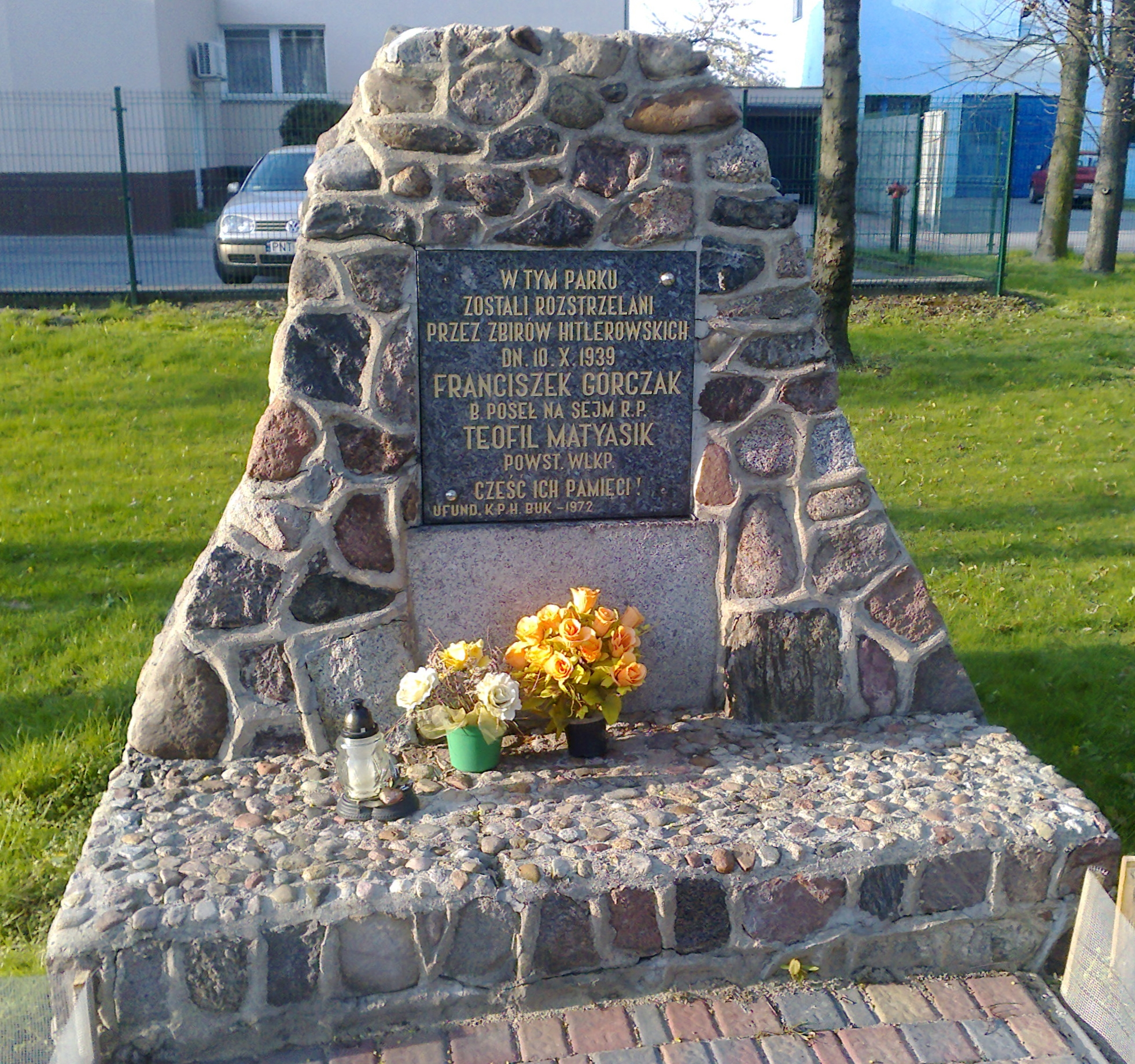
Pomnik Franciszka Górczaka i Teofila Matyasika w Parku Sokoła w Buku

Franciszek Górczak (ur. 17 stycznia 1875 w Buku, zm. 10 października 1939 tamże) – polski polityk, działacz społeczny i cechowy, poseł na Sejm III kadencji, poseł na Sejm II i III kadencji w II RP z ramienia Związku Ludowo-Narodowego oraz Stronnictwa Narodowego. Uczestnik powstania wielkopolskiego.

## Życiorys
Po ukończeniu szkoły powszechnej, wyuczył się zawodu szewca. Praktykował w Berlinie i Frankfurcie. W 1905 wrócił do rodzinnego Buku i prowadził warsztat szewski oraz sklep z przyborami obuwniczymi. Działał w miejscowym Towarzystwie Gimnastycznym „Sokół”, Bractwie Kurkowym i Towarzystwie Przemysłowców. W 1906 został przez władze pruskie skazany na 3 miesiące więzienia za popieranie strajku szkolnego w Buku. W 1914 powołany do armii pruskiej, brał udział w I wojnie światowej. W listopadzie 1918 wrócił do domu i wszedł w skład Rady Ludowej w Buku. Ochotniczo wstąpił do kompanii bukowskiej por. Witolda Wegnera i w stopniu sierżanta walczył na froncie zachodnim m.in. pod Zbąszyniem. W 1919 był współzałożycielem Stronnictwa Mieszczańskiego w Buku, później został jego prezesem i sekretarzem. Od 1921 był członkiem Związku Ludowo-Narodowego. Został wybrany do Rady Miejskiej w Buku i sejmiku powiatowego w Nowym Tomyślu. W 1928 doprowadził do rozbicia Zarządu Związku Towarzystw Przemysłowych i Rzemieślniczych w Wielkopolsce i stanął na czele jego proendeckiego zarządu (1928-1934). W 1930 został posłem II kadencji w miejsce Leona Plucińskiego, który zrezygnował z mandatu. W tym samym roku stanął przed sądem za obrazę rządów sanacyjnych, lecz został uniewinniony. W następnych wyborach do sejmu III kadencji został wybrany posłem na Sejm z listy nr 4, okręg wyborczy 34 (Poznań-miasto). Był aktywnym działaczem Stronnictwa Narodowego, zasiadał we władzach wojewódzkich w latach 1930-1935, powiatowych i miejskich w Buku (tu pełnił funkcję wiceprezesa). Był też członkiem Obozu Wielkiej Polski. 
We wrześniu 1939 przebywał w okolicach Puszczy Kampinoskiej. Do Buku wrócił 7 października i natychmiast został przez okupantów aresztowany. Rozstrzelany przez Niemców razem z Teofilem Matyasikiem w dniu 10 października 1939 na terenie strzelnicy „Sokoła” w Buku. Początkowo pochowany na cmentarzu św. Rocha w Buku, w 1945 ekshumowany i przeniesiony do wspólnej mogiły na cmentarzu św. Krzyża w Buku.

## Rodzina
Był synem szewca Marcina i Seweryny z Chludzińskich. Ożenił się w 1907 roku z Jadwigą ze Śliwińskich, z którą miał synów: Tadeusza (ur. 1907) i Bartłomieja (ur. 1910) oraz córki: Wiktorię (ur. 1911), Katarzynę (ur. 1914), Helenę (ur. 1914) i Dorotę (ur. 1923).

## Upamiętnienie
- memoriał w Parku Sokoła (w miejscu egzekucji)
- Pomnik Bohaterów Ziemi Bukowskiej w Buku
- tablica przy Farze „Poległym i pomordowanym Bukowianom”,
- tablica w gmachu Sejmu RP z nazwiskami poległych i pomordowanych w II wojnie światowej parlamentarzystów polskich[3].